# Give It to Me (chanson de Timbaland)
Pour les articles homonymes, voir Give It to Me.
Singles de Timbaland
Ice Box
(2006) Anonymous
(2007)
Singles par Nelly Furtado
All Good Things (Come to an End)
(2006) Say It Right
(2007)
Singles par Justin Timberlake
What Goes Around... Comes Around
(2007) Ayo Technology
(2007)
Give It to Me est une chanson enregistrée par le rappeur américain Timbaland, avec la participation de Nelly Furtado et de Justin Timberlake, extrait de son second album studio Shock Value sorti en 2007. Produit par Timbaland lui-même et avec l'aide du producteur américain  Danja, le morceau a été diffusé le 6 février 2007 sur les ondes américaines mais le single est sorti officiellement le 17 mars 2007.

## Genèse
Give It to Me présente Nelly Furtado, Justin Timberlake et Timbaland, chacun faisant valoir leurs droits dans l'industrie musicale et tapant sur ceux qui avaient tenté de les abattre et les avaient insulté dans le passé. Chacun des trois artiste a son propre couplet dans la chanson séparé du chorus chanté par Nelly Furtado.

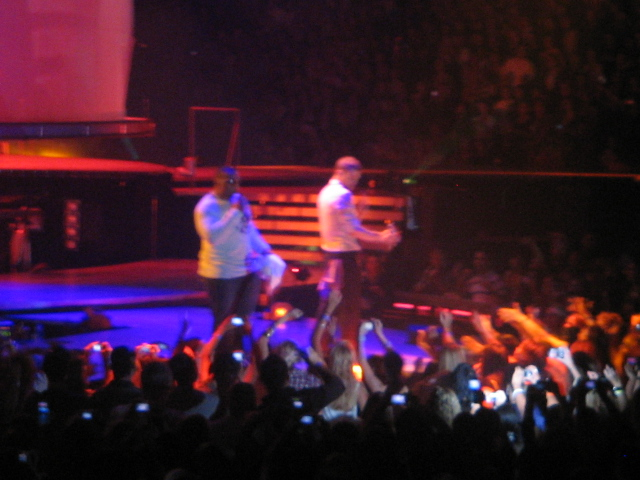
Timberland aux côtés de Justin Timberlake lors d'un concert.

Une ligne du couplet de Furtado est sur l'entrée en scène de la chanteuse de R&B Fergie avec un commentaire lui déniant sa prétendue de débauche sexuelle dans le single de 2006 Fergalicious. Nelly Furtado a confirmé dans l'émission Big Boy's Neighborhood (Power 106 FM) que deux lignes visaient directement Fergie en expliquant pourquoi elle avait écrit ces lignes. Dans une interview à MTV, Timbaland a révélé que la cible de son couplet était le producteur Scott Storch, avec lequel il coécrit en 2002 le single de Timberlake Cry Me a River. Bien que cette production est à mettre au crédit du seul Timbaland, Storch proclama qu'il lui apporta son aide et ne reçut pas son juste dû. De plus, on dit que le couplet de Justin Timberlake vise l'artiste pop Prince. Prince paraît-il débutait une inimitié durant une fête des Emmy Award en clamant que « À ceux qui proclament qu'ils ramènent le sexy, le sexy n'est jamais parti ! », en référence au titre SexyBack ce qui a provoqué la réponse de Timberlake. 
Quand la chanson fut diffusée, une rumeur attribua le couplet à la chanteuse pop à sensation Janet Jackson mais cette rumeur disparut par la suite.

« Une source proche de l'enregistrement a dit que les lyriques de Timberlake n'avaient rien à voir avec cette co-star de Super Bowl infâme — mais elle concerne un autre artiste pop qui eut des plus hauts dans sa carrière dont peu d'autres chanteurs peuvent se vanter. »

La chanson fut présentée en avant-première sur 102.7 KIIS-FM à Los Angeles le 16 janvier 2007, où Timbaland fit une apparition dans l'émission du matin On Air with Ryan Seacrest. Le single apparut sur les radios US le 25 janvier 2007. La diffusion radio sur les principaux marchés comme à Phoenix, Dallas et Boston démarra plus tard. Un remix de Give It to Me fut révélé le 16 avril 2007, intitulé Laff at 'Em (Give It to Me). La chanson présente Jay-Z, qui fut à l'origine prévu sur Shock Value mais ne finit pas sa partie à temps, & Justin Timberlake. Timbaland utilise aussi un battement (beat) différent. Le 15 mai 2007, il fut diffusé en téléchargement digital. Jared Jones a également produit un remix club/house.

## Performance dans les hits-parades
La chanson commença à la 86e place dans les Billboard Hot 100 américains en février 2007, la semaine même où Say It Right de  Furtado atteignait le top des hits.
La chanson poursuivi son chemin pour atteindre la première place du Billboard Hot 100 en avril : grâce aux ventes de 240 000 téléchargements sur internet, elle passa de la 42e à la première place en une semaine, établissant la troisième plus forte progression en une semaine dans l'histoire des charts.
Elle est également devenue le premier N°1 de Timbaland, le troisième de Nelly Furtado et le quatrième de suite pour Justin Timberlake. 
C'est également de sixième N°1 produit par Timbaland & Danjahandz en moins de 12 mois, les autres comprennent SexyBack, My Love & What Goes Around... Comes Around de Justin Timberlake et Promiscuous et Say It Right par Nelly Furtado. Elle atteint également le numéro un dans le Billboard Pop 100.
Dans le UK Singles Chart, elle débuta en numéro huit et atteint la première place la semaine qui suivit avec 27 760 ventes pendant la semaine.
Au United World Chart, elle débuta en numéro quarante mais pendant la troisième semaine elle passa de la vingt septième place à la troisième dû au fait qu’elle était numéro un aux États-Unis et au Royaume-Uni cette semaine-là.
En Lituanie et Roumanie, elle entra dans l'histoire en atteignant la deuxième place, uniquement éclipsé par Say It Right de Furtado, faisant que cette dernière occupe les deux premières places.
Elle fut également numéro un en Bulgarie, Canada, Hong Kong, Lituanie, Malaisie, Pologne, Singapour et Afrique du Sud. Elle atteignit le top-cinq en Albanie, Brésil, Croatie, Danemark, Europe, Irlande, Nouvelle-Zélande, Autriche, Allemagne,Liban, Malte, Taïwan, Turquie, République de Macédoine, Belgique, Norvège, Portugal et Roumanie ainsi que le top-dix en Chine, Finlande, France, Pays-Bas, Italie, Venezuela, Russie, Luxembourg, Maroc, Ukraine et Suisse.

## Clip vidéo
Le 26 février, la vidéo de Give It to Me fut diffusée dans l'émission de MTV Total Request Live. Elle présentait Timbaland, Furtado, et Timberlake jouant la chanson en prélude aux Grammy Award de 2007 mixé selon la longueur d'un enregistrement en studio et incluant des clips issus du Timbaland's Tour Bus. La vidéo fut réalisée par Paul « Coy » Allen et Timbaland. Le même jour, en réponse, Scott Storch diffusa Built Like That, avec Nox.

## Liste des pistes
| 1. | Give It to Me (Radio Edit)   | 3:33 |
| 2. | Give It to Me (Instrumental) | 3:57 |

| 1. | Give It to Me (Radio Edit)     | 3:33 |
| 2. | Give It to Me (Instrumental)   | 3:57 |
| 3. | Come Around (featuring M.I.A.) | 3:57 |
| 4. | Give It to Me (Video)          | 3:58 |

## Crédits et personnels
Crédits disponible sur Discogs :
- Basse – Nate « Danja » Hills
- Coproducteur – Danja
- Instrumentation – Timbaland
- Keyboards – Danja
- Mixé par – Demacio « Demo » Castellon
- Producteur – Timbaland
- Programmé par – Demo
- Enregistré par – Demo

## Classements et successions
| Classement (2007)                       | Meilleure position |
| --------------------------------------- | ------------------ |
| Allemagne (Media Control AG)            | 3                  |
| Australie (ARIA)                        | 16                 |
| Autriche (Ö3 Austria Top 40)            | 3                  |
| Belgique (Flandre Ultratop 50 Singles)  | 4                  |
| Belgique (Wallonie Ultratop 50 Singles) | 7                  |
| Canada (Canadian Hot 100)               | 1                  |
| Danemark (Tracklisten)                  | 1                  |
| États-Unis (Hot 100)                    | 1                  |
| États-Unis (R&B/Hip-Hop Songs)          | 40                 |
| États-Unis (Pop Airplay)                | 3                  |
| Europe (Hot 100)                        | 1                  |
| Finlande (Suomen virallinen lista)      | 6                  |
| France (SNEP)                           | 7                  |
| Hongrie (Rádiós Top 40)                 | 1                  |
| Hongrie (Single Top 40)                 | 10                 |
| Irlande (IRMA)                          | 2                  |
| Italie (FIMI)                           | 8                  |
| Pays-Bas (Single Top 100)               | 8                  |
| Nouvelle-Zélande (RMNZ)                 | 2                  |
| Norvège (VG-lista)                      | 4                  |
| Tchéquie (IFPI Rádio)                   | 4                  |
| Royaume-Uni (UK Singles Chart)          | 1                  |
| Royaume-Uni (UK R&B Chart)              | 1                  |
| Russie (EMI)                            | 5                  |
| Slovaquie (IFPI Rádio)                  | 23                 |
| Suisse (Schweizer Hitparade)            | 6                  |

| Classement (2007)        | Position |
| ------------------------ | -------- |
| Allemagne                | 14       |
| Autriche                 | 19       |
| États-Unis (Hot 100)     | 21       |
| États-Unis (Radio Songs) | 16       |
| Suisse                   | 19       |

## Historique de sortie
| Pays        | Date           | Format                            | Label                                   |
| ----------- | -------------- | --------------------------------- | --------------------------------------- |
| États-Unis  | 6 février 2007 | Diffusion radio                   | Blackground Records, Interscope Records |
| États-Unis  | 17 mars 2007   | CD single, téléchargement digital | Blackground Records, Interscope Records |
| Europe      | 17 mars 2007   | CD single, téléchargement digital | Blackground Records, Interscope Records |
| Royaume-Uni | 9 avril 2007   | CD single, téléchargement digital | Blackground Records, Interscope Records |